# قلعة أوترانتو
قلعة أوترانتو (بالإنجليزية: The Castle of Otranto) هي رواية نشرت عام 1764 بقلم هوراس والبول. وينظر إليها باعتبارها أول رواية قوطية، واستهلت هذا الفرع الأدبي الذي أصبح شعبيا في أواخر القرن الثامن عشر في وقت وأوائل القرن التاسع عشر، مع مؤلفين مثل تشارلز ماتورين، آن رادكليف، برام ستوكر، إدغار ألان بو، دافني دو مورييه.

## روابط خارجية
- قلعة أوترانتو على موقع الموسوعة البريطانية (الإنجليزية)